# Aleksiej Pugin
Aleksiej Pugin (ur. 7 marca 1987 w Kirowie) – rosyjski piłkarz, grający jako pomocnik lub napastnik.

## Kariera piłkarska
Wychowanek szkoły sportowej w Kirowie i tamtejszych klubów.
Jego pierwszym profesjonalnym klubem w karierze było Dinamo Wołogda (wówczas trzecioligowe). Po spadku klubu z Wołogdy do LFL, przeszedł do innego Dinama, z Briańska.
W latach 2012—2014 był zawodnikiem drugoligowego Rotoru Wołgograd.
W sezonie 2014/15 grał w Priemjer-Lidze dla Torpedo Moskwa, z którego następnie przeszedł do Tomi Tomsk.
W 2017 został zawodnikiem nowo powstałego klubu Ararat Moskwa.